# Спіон Коп (стадіон)

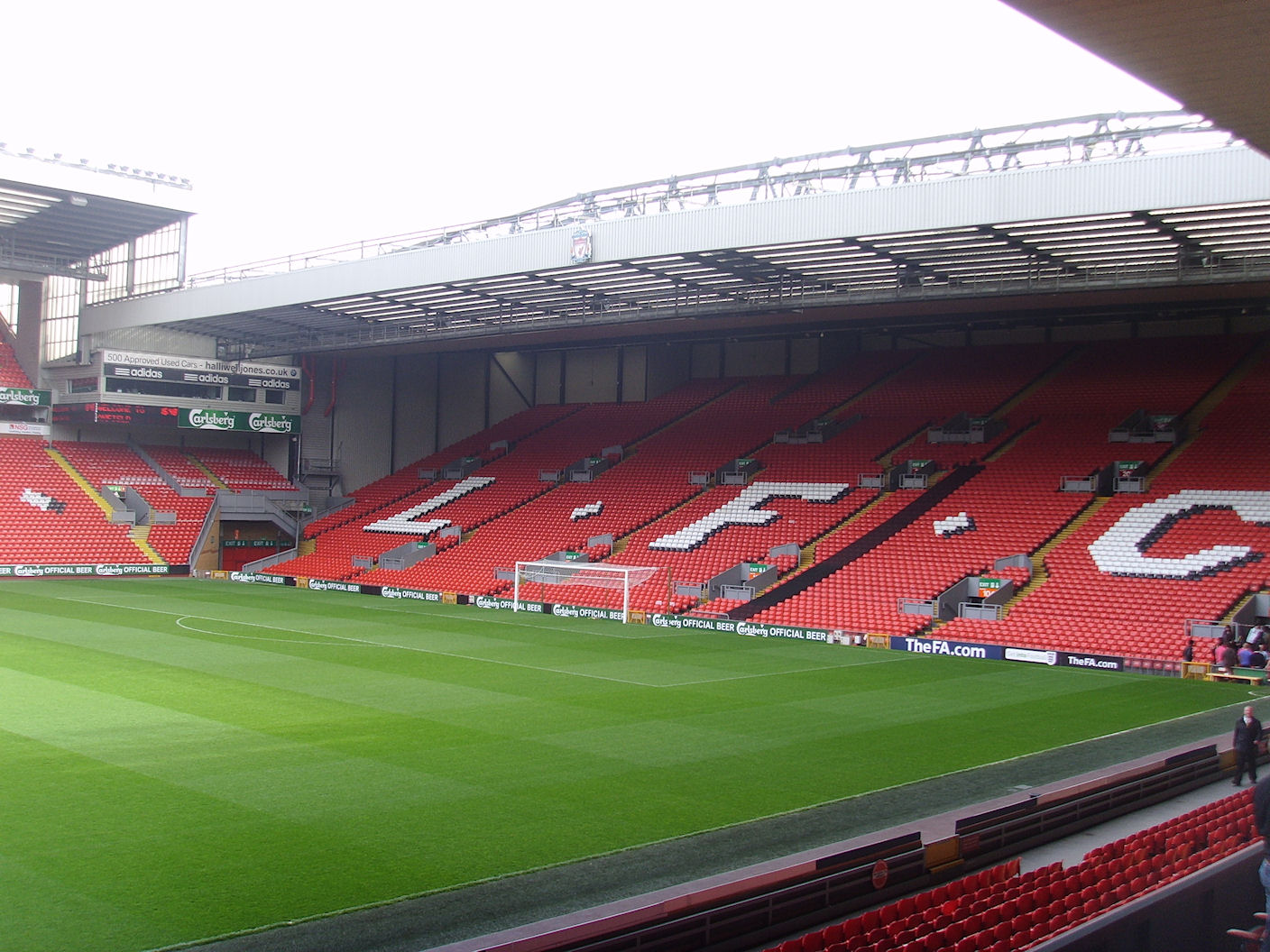
Коп на Енфілді, домашній арені «Ліверпуля»

Спіон Коп (англ. Spion Kop) або просто Коп — розмовна назва і термін для цілого ряду терас і трибун на спортивних стадіонах, зокрема, у Великій Британії. Їх крутий нахил відтворює пагорб поруч з Ладісмітом, в ПАР, який був місцем битви за Спіон-Коп в січні 1900 року під час Другої англо-бурської війни.

## Історія

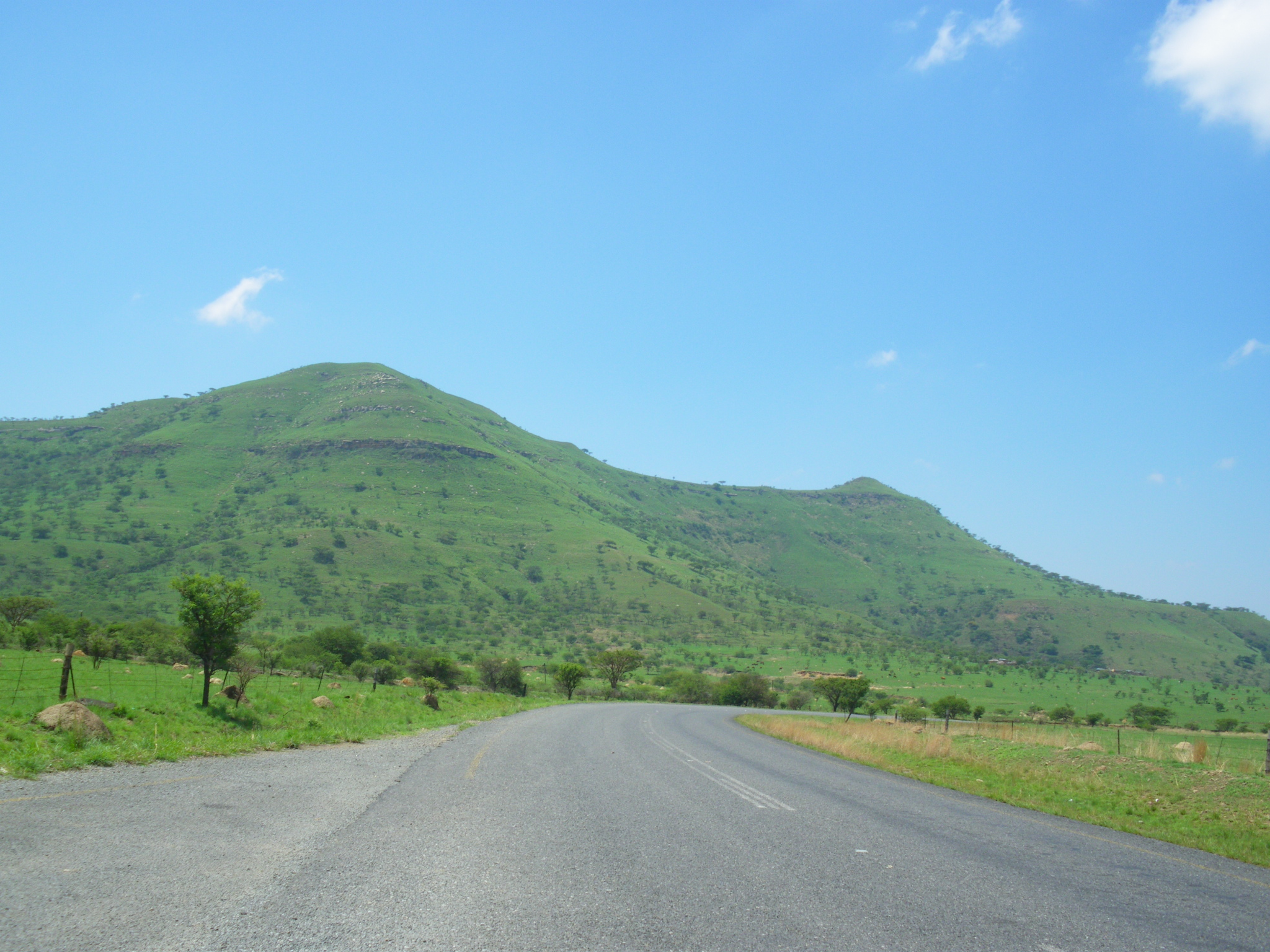
Пагорб Спіон-Коп біля Ладісміта, ПАР

Перша письмова згадка спортивної тераси «Коп» пов'язана з «Вулвіч Арсенал» на «Менор Граунд» в 1904 році.
Місцевий журналіст порівняв силует стоячих вболівальників із солдатами, що стояли на вершині пагорба при битві за Спіон Коп.

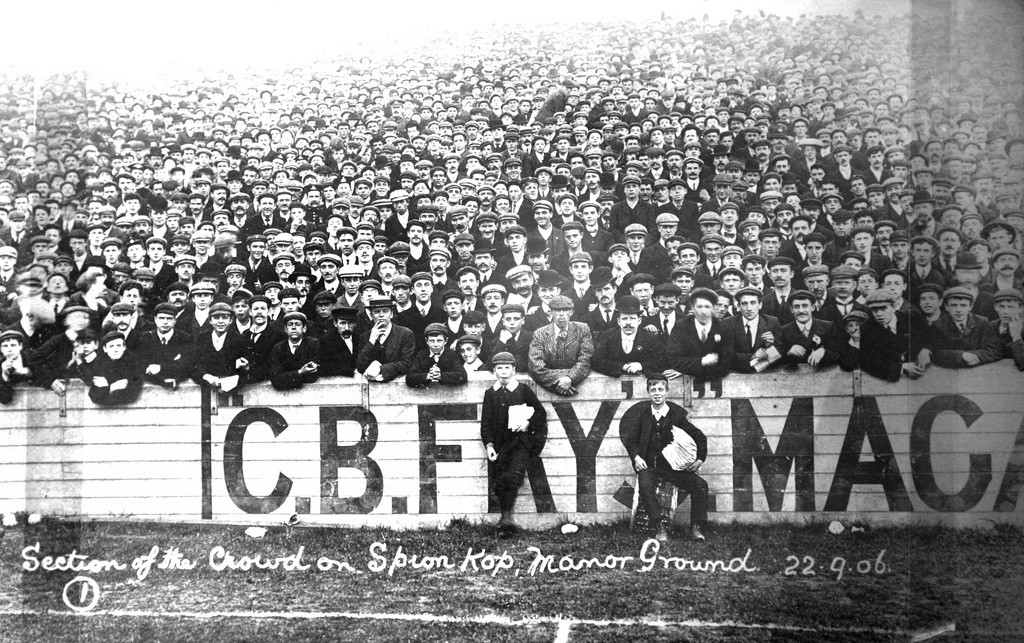
Коп «Вулвіч Арсенал» на «Менор Граунд». 1906 рік.

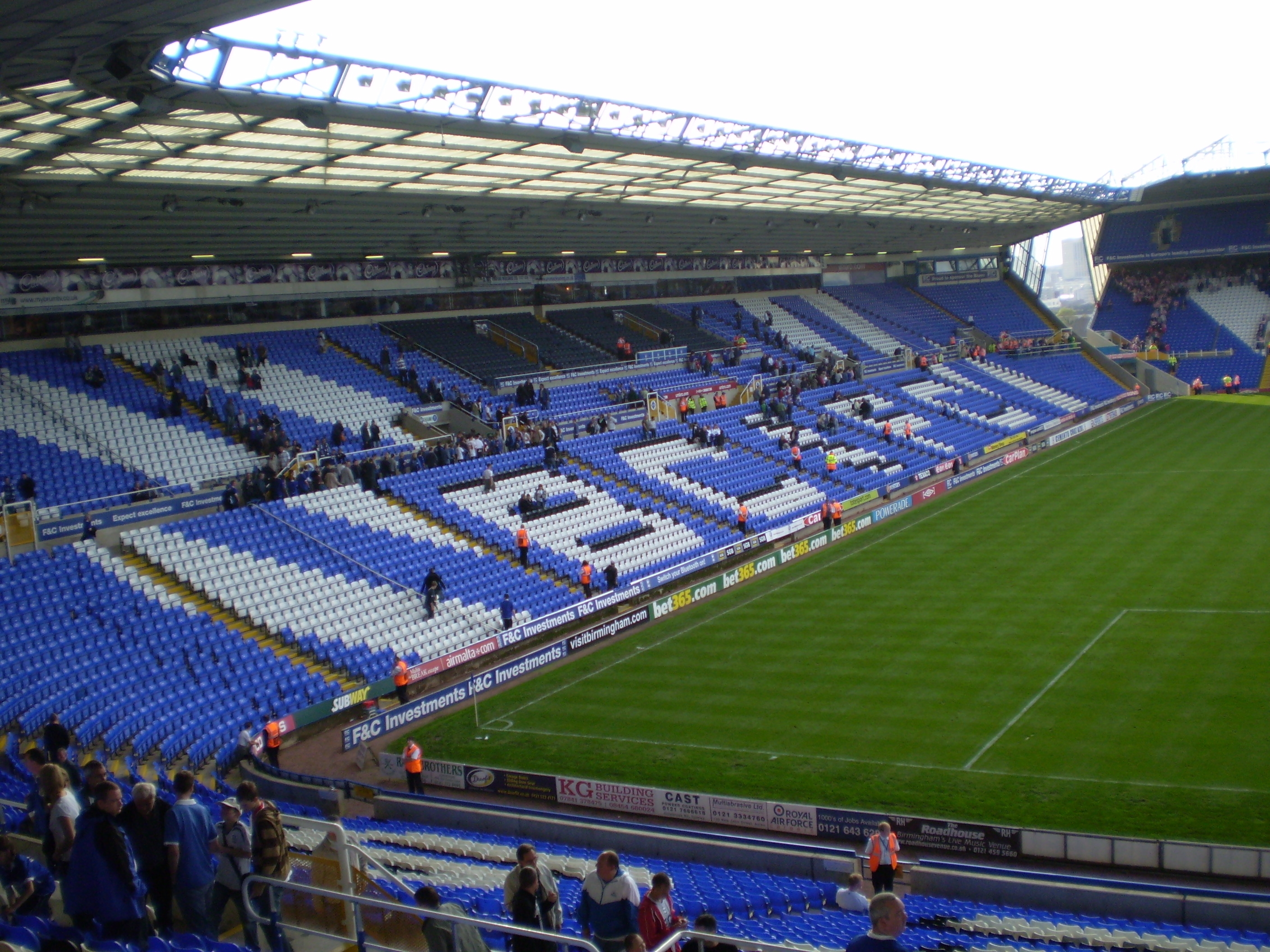
Коп на «Сент-Ендрюс»

## Опис
Існує багато гіпотез про те, як виглядає трибуна Коп насправді. Розмір і розташування трибуни на стадіоні різні, більшість з них розташовані за воротами і їх займають більшість співучих вболівальників цих клубів. Виглядає, як правило, так: одноярусна трибуна з традиційними терасами. В Англії, після так званої Доповіді Тейлора, в якій аналізувалися причини трагедії Гіллсборо 1989 року, були знесені тераси і всі місця стали сидячими.
Коп не обов'язково найбільша трибуна на стадіоні і не повинна мати особливо велику місткість, наприклад, колишній стадіон Честерфілда, Селтіргейт, мав Коп місткістю всього лише кілька тисяч.

## Копітес
Фанати, які співають на Копі «Ліверпуля», допомогли прославити «Енфілд» своєю атмосферою. «Копітес» є колективною назвою вболівальників «Ліверпуля».